# Ferdinand d'Hoop
Ferdinand Théodore Adolphe d'Hoop (Gent, 21 maart 1798 - Heusden, 7 september 1866) was een Belgisch senator.

## Biografie

### Familie
Ferdinand d'Hoop was een telg uit de familie D'Hoop. Hij was een zoon van Antoine-François d'Hoop, directeur van de administratie registratie en domeinen in Oost-Vlaanderen, en Hélène van Alstein. Hij trouwde in 1821 in Gent met Marie-Colette le Fevere (1797-1832), dochter van Louis le Fevere de Ten Hove, heer van Ten Hove, Terbeke, Terbempt, Forrest, Vrijssel, Maneghem, Hoogecamere, schepen van Gent. Ze kregen vijf zoons en drie dochters, onder wie kanunnik en deken van Gent Victor d'Hoop (1821-1898) en rijksarchivaris Felix-Henri D'Hoop (1827-1897). Alleen vrederechter Jules d'Hoop (1825-1902) zorgde voor nakomelingen. Hij had acht zoons en via vier van hen is er een uitgebreid nageslacht d'Hoop tot op heden.
In 1859 verkreeg Jules d'Hoop erkenning in de erfelijke Belgische adel. Alle adellijke d'Hoops stammen van hem af. Het ging om een erkenning van adel, omdat op de valreep, in 1789, zijn grootvader François-Dominique d'Hoop (1738-1808), raadpensionaris bij de Raad van Vlaanderen, in de adel was opgenomen.

### Carrière
D'Hoop promoveerde tot doctor in de rechten (1820) aan de Rijksuniversiteit Gent. Van 1823 tot 1833 was hij advocaat aan de balie van Gent. In oktober 1830 werd hij, als voorstander van de Belgische Revolutie, aangesteld als inspecteur van de administratie van registratie en domeinen, tot januari 1831 voor het arrondissement Gent en vervolgens in dezelfde functie voor het arrondissement Dendermonde, tot in 1838.
In 1839 werd hij verkozen tot katholiek senator voor het arrondissement Gent (behalve van 1848 tot 1855, dan was hij senator voor Eeklo) en bleef dit mandaat uitoefenen tot in 1863.